# Joachim Schaak
Joachim Schaak, vel Rosoha Werner (ur. 10 listopada 1930, zm. 5 marca 1954) – mazurski żołnierz podziemia antykomunistycznego, agent amerykańskiego wywiadu.

## Życiorys
Joachim Schaak urodził się w 10 listopada 1930, w czasie II wojny światowej był członkiem Hitlerjugend. Po wojnie był księgowym i pracował jako inspektor rolny, należał też do Związku Młodzieży Polskiej i zabiegał o zatrudnienie w PUBP w Olsztynie. Z jego inicjatywy na Mazurach powstała zbrojna organizacja złożona z autochtonicznej ludności, którą Schaak nazwał Mazurskimi Siłami Wyzwoleńczymi. Organizacja powstała w listopadzie 1950 we wsi Lipowo w powiecie mrągowskim i obejmowała kilkanaście osób, w tym brata Schaaka. Członkowie organizacji z pomocą znalezionych w lasach pistoletów i karabinów planowali w wypadku wybuchu III wojny światowej wywołać powstanie mające pokonać komunizm i przyłączyć Mazury do Niemiec.
Oddział działał od początku 1951, w ciągu kilku miesięcy dokonując kilkunastu napadów na urzędy gminne i pocztowe oraz mieszkania aktywistów partyjnych. Do zwalczania partyzantki Schaaka zaangażowano znaczne siły jednostek bezpieczeństwa, którym udało się ustalić jego tożsamość, ale ten unikał aresztowania, korzystając z sympatii miejscowej ludności. Podczas rozbijania grupy w 1951 został aresztowany jego brat, a Schaak ukrywał się. Rok później ostatecznie zbiegł do Berlina Zachodniego, gdzie wywiad amerykański zaproponował mu współpracę. Wówczas Schaak odbył przeszkolenie dywersyjne. Przed ostateczną ucieczką Schaak wysłał do ministra spraw wewnętrznych list z żądaniem zwolnienia aresztowanych członków jego organizacji.
W następnych miesiącach wrócił na Mazury jako agent amerykańskiego wywiadu i w latach 1952–1953 pięciokrotnie podróżował między Polską i Niemcami, przewożąc meldunki nt. sytuacji gospodarczej i rozmieszczenia garnizonów wojskowych oraz szmuglując ludzi próbujących uciec na Zachód (łącznie dziewięć osób, w tym własną matkę i siostrę). Aresztowany pod koniec 1953 po pościgu przez Wojska Ochrony Pogranicza. 24 października 1953 Wojskowy Sąd Rejonowy w Olsztynie skazał Schaaka na karę śmierci, utratę praw publicznych i obywatelskich praw honorowych, a 11 stycznia 1954 Najwyższy Sąd Wojskowy utrzymał wyrok w mocy. Rada Państwa nie skorzystała z prawa łaski decyzją z 27 lutego tego samego roku, a już 5 marca 1954 nastąpiło wykonanie wyroku.
Po jego zatrzymaniu miała miejsce kolejna fala aresztowań na Mazurach, władze rozważały krótko także pomysł wysiedlenia części autochtonów w Bieszczady. Na temat zatrzymania Schaaka powstało kilka książek propagandowych, w tym powieść dla młodzieży Zielona rakieta Haliny Rudnickiej, w których przedstawiano go jako byłego członka SS.